# Keu (biljart)

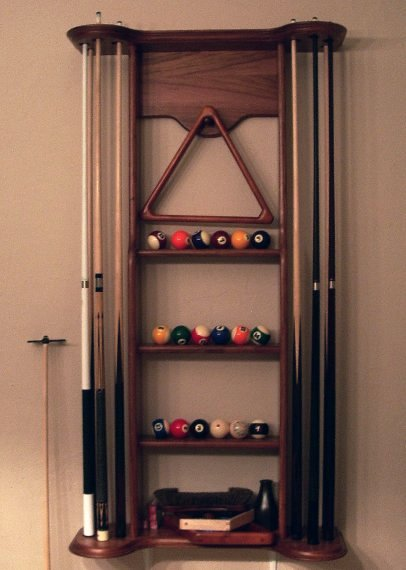
De keus zijn de lange houten stokken die aan de zijkanten staan.

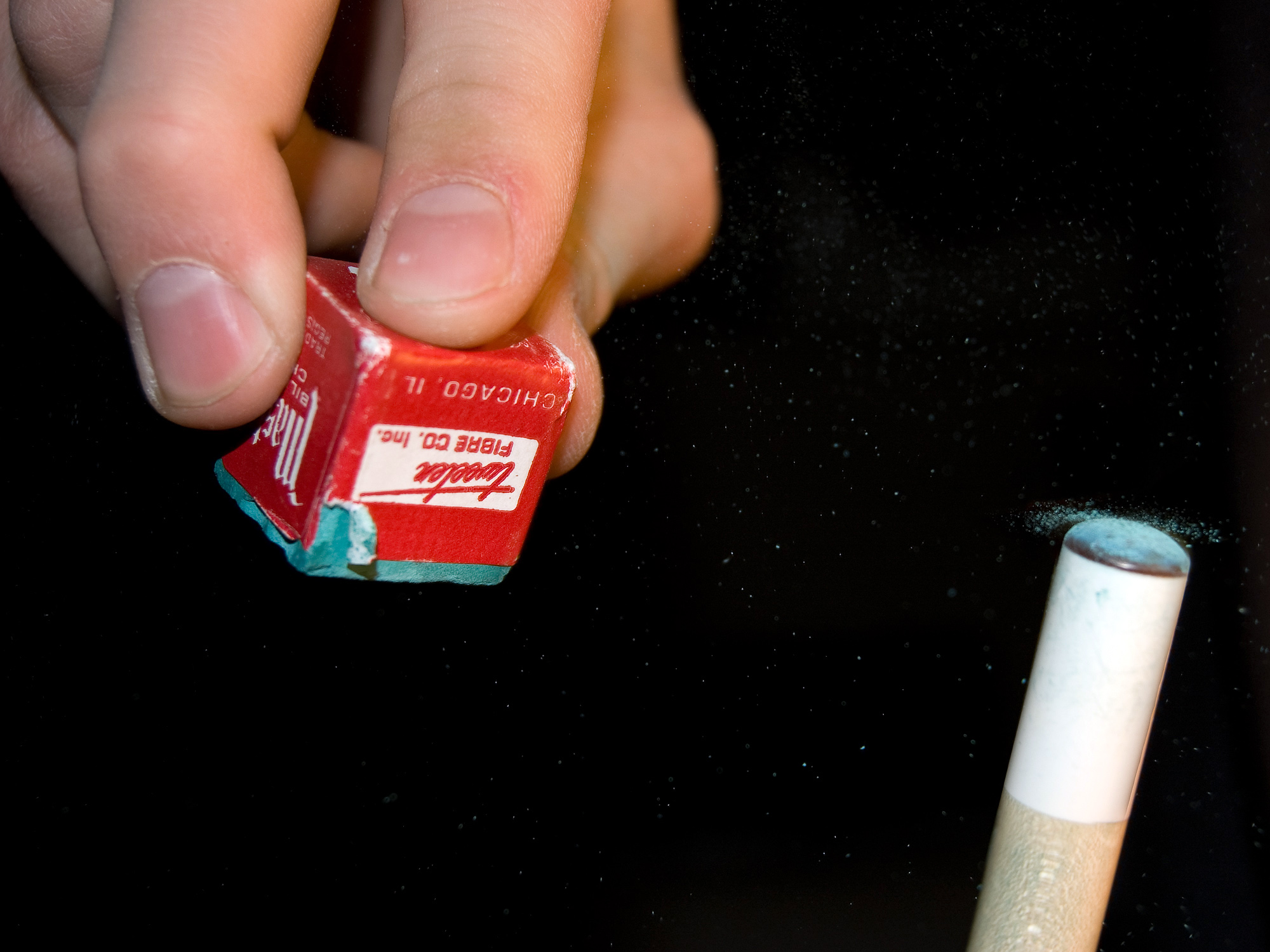
Pomerans en Krijt

Een keu of queue dient in het biljarten om de speelbal in de juiste richting te dirigeren met een bepaalde snelheid en een gewenst effect. De keu meet gewoonlijk 140 cm en heeft aan het uiteinde een verstevigde stootdop, de zogenaamde pomerans, meestal van leer gemaakt. De lengte van de keu is maximaal 150 cm, het gewicht is niet reglementair vastgelegd, evenals de doorsnee van de pomerans. Afhankelijk van de spelsoort kiezen spelers voor wat zwaardere of lichtere keus. Bij het kunststoten hebben spelers zelfs een hele set keus bij zich. Voor recreatiespelers hangen er vaak keus bij de biljarttafel of ze ontvangen deze als ze zich melden om te komen biljarten. De punt van de keu wordt altijd voor de stoot van een laagje krijt voorzien. Het krijt maakt de punt minder glad, zodat men met meer precisie de biljartbal in de juiste richting kan sturen en het gewenste effect verkrijgen.